# Galbula leucogastra
Galbula leucogastra là một loài chim trong họ Galbulidae.